# Opération Greenhouse
L'opération Greenhouse est le nom donné à une série de quatre essais nucléaires atmosphériques réalisée sur l'atoll d'Eniwetok, au Pacific Proving Grounds, en avril et mai 1951 par les États-Unis. C'est la première opération qui teste l'architecture Teller-Ulam, qui sera utilisée dans les futures bombes thermonucléaires américaines. Elle suit l'opération Ranger et précède l'opération Buster-Jangle.

## Essais
L'opération Greenhouse vise à tester de nouvelles, et ambitieuses, conceptions d'armes nucléaires. En effet, les responsables américains cherchent à réduire la taille, la masse et, plus important encore, la quantité de matériau fissible des armes nucléaires, tout en augmentant leur puissance destructrice. L'Union soviétique ayant complété ses premiers essais nucléaires 18 mois plus tôt, les États-Unis ont commencé à mettre en service des armes fabriquées selon de nouvelles conceptions même si leur efficacité n'est pas prouvée. Le succès de l'opération Greenhouse est donc vital pour assurer le développement d'armes thermonucléaires américaines.
Pour observer les effets des explosions nucléaires, des bâtiments sont construits, dont des bunkers, des maisons et des usines, sur l'ilot Mujinkarikku.
L'explosion de George incorpore la première fusion artificielle au monde, mais le prototype ne peut servir de modèle à une arme thermonucléaire. Formé comme un tore, le prototype George comprend une petite quantité d'isotopes lourds d'hydrogène sous la forme liquide (deutérium et tritium) placé en son centre. L'essentiel de sa puissance provient de la fission nucléaire (la quantité d'énergie dégagée par la fusion nucléaire est minuscule en comparaison). La fusion nucléaire de la petite quantité de deutérium et de tritium crée une grande quantité de neutrons assez rapides pour provoquer des fissions nucléaires dans les noyaux de 238U à proximité, isotope commun de l'uranium qui ne fissionne pas si les neutrons sont plus lents.
L'essai George valide les principes qui serviront à créer la bombe thermonucléaire Ivy Mike, testée un an plus tard. Le prototype Item est la première bombe à fission dopée, générant une puissance double comparativement à une bombe similaire non dopée.
| Nom    | Date          | Lieu                    | Puissance explosive | Remarques                                                             |
| ------ | ------------- | ----------------------- | ------------------- | --------------------------------------------------------------------- |
| Dog    | 8 avril 1951  | Pacific Proving Grounds | 70 kt               |                                                                       |
| Easy   | 21 avril 1951 | Pacific Proving Grounds | 47 kt               |                                                                       |
| George | 9 mai 1951    | Pacific Proving Grounds | 225 kt              | Première expérience de fusion nucléaire, cœur de deutérium et tritium |
| Item   | 25 mai 1951   | Pacific Proving Grounds | 45,5 kt             | Première bombe à fission dopée (tritium)                              |